# 131
131 (сто тридесет и първа) година по юлианския календар е невисокосна година, започваща в неделя. Това е 131-вата година от новата ера, 131-вата година от първото хилядолетие, 31-вата година от 2 век, 1-вата година от 4-то десетилетие на 2 век, 2-рата година от 130-те години. В Рим е наричана Година на консулството на Ленат и Руфин (или по-рядко – 884 Ab urbe condita, „884-та година от основаването на града“).

## Събития
- Консули в Рим са Сергий Ленат Понтиан и Марк Антоний Руфин.